# 亞拉巴馬黑豬魚
亞拉巴馬黑豬魚（學名：Hypentelium etowanum），又稱葉唇亞口魚，為輻鰭魚綱鯉形目亞口魚科的其中一種，為溫帶淡水魚，分布於北美洲美國喬治亞州、阿拉巴馬州、密西西比州與田納西州東南方的查特扈奇河與摩比灣淡水流域，本魚體延長，口近下位，背部有深色條紋、水平淺色條紋和橙色魚鰭，體長可達23公分，棲息在礫石底質、水淺的溪流底層水域，以底棲性無脊椎動物為食。